# Jerzy Stanisław Skarżyński
Jerzy Stanisław Skarżyński (ur. 28 listopada 1911 w Mińsku Mazowieckim, zm. 10 kwietnia 2003) – polski działacz państwowy i partyjny, poseł do Krajowej Rady Narodowej, w latach 1945–1947 prezydent Elbląga.

## Życiorys
Zdobył wykształcenie średnie, ukończył 6 klas gimnazjum oraz technikum zawodowe Towarzystwa Kursów Technicznych przy Szkole Wawelberga w Warszawie (jako mechanik). Pomiędzy 1928 a 1942 pracował jako technik kolejno w Fabryce Maszyn w Mińsku Mazowieckim, przy budowie mostu na Wiśle w Warszawie, w Państwowych Zakładach Lotniczych w Warszawie oraz Polskich Zakładach Optycznych w Warszawie. W okresie międzywojennym członek Klasowego Związku Metalowców oraz PPS-Lewicy. Od 1942 walczył podziemiu antyhitlerowskim, żołnierz Gwardii Ludowej i Ludowego Wojska Polskiego.
Od 1942 zaangażowany w działalność Polskiej Partii Robotniczej, z jej ramienia został członkiem Prezydium Wojewódzkiej Rady Narodowej w Warszawie. Z rekomendacji stołecznej WRN we wrześniu 1945 dokooptowany do składu Krajowej Rady Narodowej. W czerwcu 1945 wysłany na teren Elbląga. Zajmował stanowisko prezydenta tego miasta od 5 sierpnia (faktycznie od 3 lipca) 1945 do 3 września 1947 (zastąpił odsuniętego w wyniku intrygi Wacława Wysockiego). W tym okresie został również członkiem Komitetu Wojewódzkiego PPR w Gdańsku.
W 1946 odznaczony Srebrnym Krzyżem Zasługi za owocną pracę przy odbudowie Wybrzeża.